# 歐洲民族運動聯盟
欧洲民族运动联盟（英語：Alliance of European National Movements，縮寫為AENM）是曾经的一个极端民族主义和极右翼欧洲政党，于2009年10月24日于在匈牙利布达佩斯成立。
欧洲民族运动联盟创始成员包括匈牙利的尤比克争取更好的匈牙利运动（该联盟在其第六次党会时成立）、法国的国民阵线、意大利的三色火焰、瑞典的国家民主党和比利时的国民阵线。
法国国民阵线领导人玛丽娜·勒庞于2011年底加入欧洲民族运动联盟和欧洲自由联盟。
2016年2月，尤比克争取更好的匈牙利运动切断了与欧洲民族运动联盟的所有联系，Béla Kovács则离开了尤比克。

## 历史
2009年十一月英國國家黨 宣布欧洲民族运动联盟已经有第九个成员党，但是这条消息在2012年还没有被AEMN主席布吕诺·戈尔尼施证实。
2011年国民联盟退出了AENM并且加入了欧洲自由联盟，但是让-玛丽·勒庞仍然拥有在AEMN的地位。
2013年10月，玛丽娜·勒庞要求戈尔尼施和让-玛丽·勒庞离开他们在AENM的阵地，以便加入更温和的EAF，从而在EAF的领导下使得国民联盟更加的团结。马琳勒庞试图将该党“去妖魔化”，即给予它一个更可接受的形象。 与在AENM中出现的公开种族主义和反犹太主义政党的合作被认为与这些目标相矛盾。 11月7日，两人宣称他们已经按照要求离开了AENM。 这也意味着Gollnisch作为AENM主席的任期结束，
自从2014年起由Béla Kovács担任这一职务。
2013年春天，斯沃博达在与其他成员国就乌克兰西部少数民族政策发生冲突后失去了观察员地位。然而，斯沃博达在2014年3月之前保持与该组织的非正式联系，当时它宣布从AENM撤回其观察员地位，理由是该联盟的几名成员发表“支持俄罗斯支持的分离主义势力并支持俄罗斯武装部队占领乌克兰的声明领土。联盟领导人BélaKovács曾在 2014年顿内次克议会选举中担任观察员。

## 成员

### 成员党
目前欧洲民族运动联盟的成员党如下：
| 政党             | 国家       | 欧洲议会席位 | 本国议会席位 |
| ---------------- | ---------- | ------------ | ------------ |
| 三色火焰         | 義大利     | -            | -            |
| 民族民主党       | 保加利亚   | -            | -            |
| 英國國家黨       | 英国       | -            | -            |
| 民族革新者党     | 葡萄牙     | -            | -            |
| 斯洛文尼亚民族党 | 斯洛維尼亞 | -            | 4 / 90       |

### 联系成员（个人）
| 姓名                        | 国家     | 政党       |
| --------------------------- | -------- | ---------- |
| Béla Kovács                 | 匈牙利   | 独立人士   |
| Dimitar Stoyanov            | 保加利亚 | 攻击       |
| Christian Verougstraete     | 比利时   | 弗拉芒利益 |
| Dailis Alfonsas Barakauskas | 立陶宛   | 秩序与正义 |

### 前成员
| 政党                       | 缩写   | 国家   | 备注                                   |
| -------------------------- | ------ | ------ | -------------------------------------- |
| 尤比克争取更好的匈牙利运动 | Jobbik | 匈牙利 | 2016年与AEMN终止了所有的联系           |
| 共和社会运动               | MSR    | 西班牙 | 2018年1月30日该党解散                  |
| 国民联盟                   | FN     | 法國   | 2011年，该党离开，并加入了欧洲自由联盟 |
| 民族民主人士               | ND     | 瑞典   | 2014年4月，该党解散                    |
| 蓝白阵线                   | SVR    | 芬兰   | 自从2015年起，该党就没有参加活动       |

### 前观察员
| Party                | Abbr. | Country | Notes                    |
| -------------------- | ----- | ------- | ------------------------ |
| 全烏克蘭聯盟「自由」 | ВОС   | 乌克兰  | 在2014年烏克蘭危機后退出 |